# Легенда о бессмертии
«Легенда о бессмертии» (укр. Легенда про безсмертя) — советский художественный фильм на тематику Великой Отечественной войны, снятый Борисом Савченко по мотивам повести Льва Корнешова «По следам легенды» на Киевской киностудии им. А. П. Довженко в 1985 году. Посвящён Герою Советского Союза Алексею (Олексе) Борканюку и его соратникам.
Премьера фильма состоялась 25 августа 1986 года. Прокат — 2,7 млн зрителей.

## Сюжет
В 1942 году в оккупированное венграми (с согласия Третьего Рейха) Закарпатье деятель коммунистического и антифашистского движения Алексей (Олекса) Борканюк бежит от оккупантов и попадает в устроенную ими же засаду. Он вспоминает свою жизнь, проходя через различные события и встречи. Раненого спасают крестьяне, но он должен спасти десятерых заложников, чтобы предотвратить их казнь. Перед смертью он выражает уверенность в скором объединении своей земли с матерью Украиной.

## В ролях
- Мирослав Маковийчук — Алексей (Олекса) Алексеевич Борканюк
- Елена Финогеева — Тереза
- Нийоле Ожелите — Анна
- Георгий Морозюк — контрразведчик
- Александр Кузьменко — Мочкош
- Иржи Воханка — Фучик
- Василий Фущич — Василь
- Галина Долгозвяга — Мария
- Валентин Варецкий — помощник Мочкоша
- Юрий Брылинский — толстый жандарм
- Костя Савченко — Иванко
- Ян Ченски
- Игорь Смржик
- Мирослав Дубски
- Милан Душек (в титрах Милан Духек)
- Рихард Машка

## Съёмочная группа
- Режиссёр: Борис Савченко
- Сценаристы: Лев Корнешов, Георгий Шевченко
- Оператор: Валерий Башкатов
- Художники: Валерий Новаков, Михаил Раковский
- Звукорежиссёр: Юрий Каменский
- Композитор: Евгений Станкович